# Plexippoides regius
Plexippoides regius är en spindelart som beskrevs av Wesolowska 1981. Plexippoides regius ingår i släktet Plexippoides och familjen hoppspindlar. Inga underarter finns listade i Catalogue of Life.